# Anthony Grafton
Anthony Grafton (21 de maio de 1950) é um historiador estadunidense do início da Europa moderna e professor de história da Universidade Henry Putnam na Universidade de Princeton, onde também é diretor do Programa de Estudos Culturais Europeus. Ele também é membro correspondente da Academia Britânica e ganhador do Prêmio Balzan. De janeiro de 2011 a janeiro de 2012, atuou como presidente da American Historical Association.

## Obras

### Livros
- As Origens Trágicas da Erudição: pequeno tratado sobre a nota de rodapé. Campinas: Papirus, 1998.

- Joseph Scaliger: A Study in the History of Classical Scholarship, Oxford-Warburg Studies (Oxford: Oxford University Press, 1983–1993).
- com Lisa Jardine, From Humanism to the Humanities. Education and the Liberal Arts in Fifteenth- and Sixteenth-Century Europe (Londres: Duckworth, 1986).
- Forgers and Critics. Creativity and Duplicity in Western Scholarship (Princeton: Princeton University Press, 1990).
- Defenders of the Text: The Traditions of Scholarship in the Age of Science, 1450-1800 (Cambridge, MA: Harvard University Press, 1991).
- Commerce with the Classics: Ancient Books and Renaissance Readers (Ann Arbor: University of Michigan Press, 1997).
- The Footnote: A Curious History (Cambridge, MA: Harvard University Press, 1997).
- Cardano's Cosmos : The Worlds and Works of a Renaissance Astrologer (Cambridge, MA: Harvard University Press, 1999).
- Leon Battista Alberti: Master Builder of the Italian Renaissance (Cambridge, MA: Harvard University Press, 2000).
- Bring Out Your Dead: The Past as Revelation (Cambridge, MA: Harvard University Press, 2001).
- What Was History?: The Art of History in Early Modern Europe (Cambridge: Cambridge University Press, 2006).
- com Megan Hale Williams, Christianity and the Transformation of the Book: Origen, Eusebius, and the Library of Caesarea (Cambridge, MA: Harvard University Press, 2006).
- Codex in Crisis (Nova York: The Crumpled Press, 2008). Vídeo: Anthony Grafton: Codex in Crisis, Authors@Google, Fev. 12, 2009
- Worlds Made by Words (Cambridge, MA: Harvard University Press, 2009). Revisão por Véronique Krings, Bryn Mawr Classical Review 2009.09.32
- (com Joanna Weinberg)"I Have Always Loved the Holy Tongue": Isaac Casaubon, The Jews, and a Forgotten Chapter in Renaissance Scholarship (Cambridge, MA: Harvard University Press, 2011)

### Ensaios
- Anthony Grafton at The New York Review of Books